# LEDA 2456
LEDA 2456(또는 LEDA 93189)은 고래자리 방향으로 약 6억 1,700만 광년 떨어진 나선 은하이다. 에이벨 85 은하단에 위치하며, LEDA 2800504와 상호 작용을 한다.